# Patrick Jones II
Patrick Allen Jones II (Chesapeake, Virginia, 29 de septiembre de 1998) más conocido como Patrick Jones II, es un jugador profesional estadounidense de fútbol americano que se desempeña en la posición de linebacker en Minnesota Vikings, equipo de la National Football League (NFL).

## Carrera
Fue seleccionado en la tercera ronda en la Reunión Anual de Selección de Jugadores de la NFL de 2021. Hizo su debut profesional con el equipo Minnesota Vikings, donde lleva jugando tres temporadas.